# Pteralopex taki
Pteralopex taki (Parnaby, 2002) è un pipistrello appartenente alla famiglia degli Pteropodidi, endemico delle Isole Salomone.

## Descrizione

### Dimensioni
Pipistrello di medie dimensioni, con la lunghezza dell'avambraccio tra 112,8 e 122,8 mm e un peso fino a 351 g.

### Aspetto
La pelliccia è relativamente corta e sparsa. Il colore del corpo è bruno-olivastro, le parti ventrali sono più chiare, cosparse densamente di peli dorati. La superficie dorsale degli arti inferiori è ricoperta di peli. Il muso è lungo ed affusolato, gli occhi sono grandi con l'iride rosso-arancione. Le orecchie sono corte e marroni chiare. Le parti ventrali delle membrane alari sono biancastre e ricoperte di macchie scure, che diventano più dense nella parte posteriore. È privo di coda, mentre l'uropatagio è ridotto ad una sottile membrana lungo la parte interna degli arti inferiori.

## Biologia

### Comportamento
Si rifugia in piccoli gruppi all'interno delle cavità di grandi alberi della specie Ficus. Vola normalmente al disotto della volta forestale.

### Alimentazione
Si nutre di frutti e fiori di specie native di Ficus, Ngali e Barringtonia edulis.

## Distribuzione e habitat
Questa specie è diffusa sulle isole della Nuova Georgia e Vangunu, nelle Isole Salomone. Recentemente è stata osservata anche sull'isola di Kolombangara dove era ritenuta estinta.
Vive nelle foreste mature umide di pianura.

## Conservazione
La IUCN Red List, considerato l'Areale ristretto e frammentato e il continuo degrado del proprio habitat, classifica P. taki come specie in pericolo di estinzione (Endangered).